# Цилі
29°25′31″ пн. ш. 111°07′31″ сх. д. / 29.42538° пн. ш. 111.12534° сх. д.
Цилі (кит. 慈利县, пін. Cílì Xiàn) — один із повітів КНР у складі префектури Чжанцзяцзе, провінція Хунань. Адміністративний центр — містечко Лін'ян.

## Географія
Цилі у середньому розташовується на висоті близько 98 метрів над рівнем моря, лежить  на північний схід від гір Уліншань у середній течії річки Лішуй (басейн озера Дунтін).

### Клімат
Повіт знаходиться у зоні, котра характеризується вологим субтропічним кліматом. Найтепліший місяць — липень із середньою температурою 28,6 °C. Найхолодніший місяць — січень, із середньою температурою 5,6 °С.
| Клімат повіту Цилі                                 | Клімат повіту Цилі | Клімат повіту Цилі | Клімат повіту Цилі | Клімат повіту Цилі | Клімат повіту Цилі | Клімат повіту Цилі | Клімат повіту Цилі | Клімат повіту Цилі | Клімат повіту Цилі | Клімат повіту Цилі | Клімат повіту Цилі | Клімат повіту Цилі | Клімат повіту Цилі |
| Показник                                           | Січ.               | Лют.               | Бер.               | Квіт.              | Трав.              | Черв.              | Лип.               | Серп.              | Вер.               | Жовт.              | Лист.              | Груд.              | Рік                |
| Середній максимум, °C                              | 9,6                | 12,4               | 17,2               | 23,4               | 27,6               | 30,6               | 33,6               | 33,4               | 29,3               | 23,6               | 18                 | 13,2               | 22,6               |
| Середня температура, °C                            | 5,6                | 8                  | 12,3               | 18                 | 22,4               | 25,8               | 28,6               | 28,3               | 24,2               | 18,6               | 13                 | 7,8                | 17,7               |
| Середній мінімум, °C                               | 2,8                | 4,8                | 8,6                | 13,9               | 18,5               | 22,3               | 24,9               | 24,6               | 20,7               | 15,2               | 9,7                | 4,7                | 14,2               |
| Норма опадів, мм                                   | 46.4               | 57.7               | 89.2               | 141.1              | 178                | 218.6              | 248.3              | 151.4              | 85.1               | 90.3               | 60.2               | 28.5               | 1394.8             |
| Вологість повітря, %                               | 73                 | 73                 | 73                 | 73                 | 75                 | 79                 | 77                 | 75                 | 73                 | 75                 | 76                 | 72                 | 75                 |
| -------------------------------------------------- | ------------------ | ------------------ | ------------------ | ------------------ | ------------------ | ------------------ | ------------------ | ------------------ | ------------------ | ------------------ | ------------------ | ------------------ | ------------------ |
| Джерело: Дані метеостанції №57564 (КНР, 1991-2020) |                    |                    |                    |                    |                    |                    |                    |                    |                    |                    |                    |                    |                    |